# Robert Nevens
Robert Nevens (Ternat, 2 mei 1914 – Anderlecht, 10 augustus 1988) was een Belgische atleet, die zich had toegelegd op de lange afstand en het veldlopen. Hij nam eenmaal deel aan de Olympische Spelen en veroverde één Belgische titel.

## Biografie
Nevens nam in 1936 op de marathon deel aan de Olympische Spelen in Berlijn, waar hij vierentwintigste werd. Twee jaar later nam hij deel aan de Europese kampioenschappen in Parijs, waar hij opgaf.
In 1946 werd Nevens voor het eerst Belgisch kampioen marathon. Hij nam dat jaar ook deel aan de Europese kampioenschappen in Oslo. Hij werd dertiende.
Bij het veldlopen werd Nevens eenmaal geselecteerd voor de Landenprijs.

### Clubs
Nevens was aangesloten bij Sporting Club Anderlecht

### Familie
Robert Nevens was de broer van atleet Leon Nevens en dus de oom van diens zoon, atleet Marc Nevens.

## Belgische kampioenschappen
| Onderdeel | Jaar |
| --------- | ---- |
| marathon  | 1953 |

## Palmares

### marathon
- 1936: 24e OS in Berlijn – 2:55.51
- 1937:  marathon van Rotterdam – 2:56.03
- 1938: DNF EK in Parijs
- 1946:  BK (Etterbeek-Mechelen, 32 km) – 2:01.28
- 1946: 13e EK in Oslo – 2:50.23

### veldlopen
- 1939: 37e Landenprijs in Cardiff
- 1939:  landenklassement Landenprijs